# Strovilia
Strovilia (griechisch Στροβίλια, türkisch Akyar) ist ein kleines Dorf auf Zypern an der Grenze zwischen der international nicht anerkannten Türkischen Republik Nordzypern (TRNZ) und dem britischen Hoheitsgebiet (SBA) von Dekelia. Es ist der Ort, an dem die Grüne Linie zwischen Zypern und Nordzypern überquert wird. Ein Teil von Strovilia liegt in Nordzypern, ein Teil in der britischen SBA.
Die Grenzen der UN-Pufferzone in Zypern sind durch die Waffenstillstandslinien vom 16. August 1974 definiert.
Am 30. Juni 2000 rückte laut griechisch-zyprischen Medien das türkische Militär in das Niemandsland in Strovila zwischen Nordzypern und der britischen SBA vor und übernahm die Kontrolle darüber, da es keine offizielle Pufferzone zwischen Nordzypern und der britischen SBA gab. Laut türkisch-zyprischen Medien errichtete das türkische Militär einen Kontrollpunkt innerhalb Nordzyperns und rückte daher nicht weiter vor.
Am 14. Dezember 2011 verabschiedete der Sicherheitsrat der Vereinten Nationen  eine Resolution zur Verlängerung des Mandats der Friedenstruppe der Vereinten Nationen in Zypern (UNFICYP) und forderte die Wiederherstellung des „vor dem 30. Juni 2000 bestehenden militärischen Status quo“ in Strovilia.
Am 1. Februar 2019 behaupteten griechische Zyprioten erneut, dass das türkische Militär vorgerückt sei und die Kontrolle über drei weitere griechisch-zyprische Häuser in der Republik Zypern übernommen habe. Am 22. Februar 2019 gab die britische Hochkommission bekannt, dass es die britische SBA war, die vorübergehend eine Barrikade auf der unbefestigten Straße errichtet hatte, um Schmuggelaktivitäten zu verhindern und Zollkontrollen durch das Grenztor durchzuführen. Die Kommission bekräftigte, dass griechisch-zyprische Einwohner von Strovilia die SBA-RoC ungehindert passieren können.
Im März 2019 versuchte Edmund Freely, Stabschef des UNFICYP-Sicherheitskorps, ohne schriftliche Genehmigung der nordzyprischen Behörden nach Strovilia einzureisen. Die Polizei Nordzyperns nahm ihn fest.
Am 12. März 2020 schloss die Regierung Nordzyperns das Grenzübergangstor zwischen Nordzypern und der britischen Sonderverwaltungszone (SBA) in Strovilia als Vorsichtsmaßnahme gegen das Coronavirus.
Strovilia wurde in den nachfolgenden Resolutionen des UN-Sicherheitsrats zur Verlängerung des Mandats der UNFICYP bis zur Resolution vom 30. Juli 2014 nicht erwähnt, in der die Forderung nach Wiederherstellung erneut bekräftigt wurde.